# Карбо, Виктория
Виктория Карбо (исп. Victoria Carbó, 15 мая 1963) — аргентинская хоккеистка (хоккей на траве), полевой игрок. Двукратная чемпионка Панамериканских игр 1987 и 1991 годов. Участвовала в летних Олимпийских играх 1988 года.

## Биография
Виктория Карбо родилась 15 мая 1963 года.
Занималась хоккеем на траве с пяти лет. Играла за команду КУБА из Вилья-де-Майо.
В 1988 году вошла в состав женской сборной Аргентины по хоккею на траве на летних Олимпийских играх в Сеуле, занявшей 7-е место. Играла в поле, провела 5 матчей, забила 1 мяч в ворота сборной США.
Дважды выигрывала золотые медали хоккейных турниров Панамериканских игр в 1987 году в Индианаполисе и в 1991 году в Гаване.
В 1990 году участвовала в чемпионате мира в Сиднее, была капитаном команды.